# 2032 Ethel
2032 Ethel è un asteroide della fascia principale del diametro medio di circa 36,31 km. Scoperto nel 1970, presenta un'orbita caratterizzata da un semiasse maggiore pari a 3,0682338 UA e da un'eccentricità di 0,1337955, inclinata di 1,51683° rispetto all'eclittica.
Prende il nome da Ethel Lilian Boole, scrittrice e musicista irlandese.